# Чибінєєв Валерій Вікторович
Вале́рій Ві́кторович Чибінє́єв (3 березня 1988 , Бердянськ, Запорізька область  — 3 березня 2022 , Гостомель, Київська область ) — український розвідник, співробітник ГУ розвідки МО України. Військовик, підполковник ЗСУ, командир роти снайперів 79 окремої десантно-штурмової бригади. Герой України.

## Життєпис
Народився 3 березня 1988 року в Бердянську. Рано втратив батьків, тому виховувався у школі-інтернаті.
Після 9 класу вступив до запорізького військового ліцею «Захисник». Потому вступив до Військової академії Сухопутних військ (м. Одеса), звідки був переведений до Львівської академії Сухопутних військ імені гетьмана Петра Сагайдачного, закінчивши її 2010 року. У військовому званні «лейтенант» продовжив військову службу у складі 79 ОДШБр.

### Російсько-українська війна
Валерій Чибінєєв з перших днів російської агресії став на захист територіальної цілісності та незалежності Батьківщини. У складі 1-го аеромобільно-десантного батальйону брав участь у визволені міста Лиману Донецької області.
У червні 2014 року, під час ведення бойових дій в районі селища Бірюкове Луганської області, підрозділ, очолюваний Чибінєєвим, знищив ДРГ противника та взяв у полон двох терористів. У липні того ж року, поблизу селища Ізварине Луганської області, разом зі своїми побратимами витягнув з підбитого танка трьох військовослужбовців. У січні 2015 року обороняв Донецький аеропорт поблизу злітної смуги летовища.
У липні 2016 року, під час виконання бойового завдання на спостережному посту поблизу Авдіївки, в ході успішно проведених операцій групами снайперів під керівництвом Валерія Чибінєєва було знищено обслуги кулеметів та гранатометів та одного снайпера, загалом 12 підтверджених цілей. Наприкінці цього ж місяця зазнав поранення внаслідок обстрілу позицій артилерією терористів. Попри це й далі керував підрозділом, що дозволило утримати позиції попри численні атаки терористів та обстріли території ворожою артилерією.
Пізніше він продовжив службу в ГУР МОУ. Інколи під час маршів розходилися шви й кровоточили рани, починалися болі.
Загинув 3 березня 2022 року. 5 березня повідомлено, що Валерій загинув у боях за Гостомель поблизу Києва. ГУР МОУ того дня повідомило, що Валерій загинув під час виконання спецзавдання як розвідник. У 2023—2024 роках були оприлюднені свідчення неназваного офіцера ГУР із позивним «Філософ», який був також учасником бою. За цими даними, 2 березня група Валерія Чибінєєва отримала завдання щодо снайперського прикриття дій зведеного підрозділу в Гостомелі та зайшла в місто. 3 березня після російського артилерійського обстрілу наблизилися 3 броньовані машини з росіянами і почали спішуватися. Їх обстріляв Валерій з великокаліберної снайперської гвинтівки Barrett М107. Потім почався другий наступ, в якому взяло участь 9 російських БМД. За словами «Філософа», усі російські БМД, які були зупинені на блокпосту в Гостомелі, мали пробоїни саме від снайперської гвинтівки Валерія. Коли у Валерія закінчилися набої до гвинтівки, він вступив у ближній бій. Близько 15 години командир іншої бойової групи повідомив про загибель Валерія.
За 3 роки до цього, у 2019 році, поліг його рідний брат, військовик Роман Чибінєєв, який загинув на Донеччині.
11 березня 2022 року Валерій Чибінєєв похований на Берковецькому кладовищі. Залишилися дружина та маленька донька.

## Державні нагороди
- Звання Герой України з врученням ордена «Золота Зірка» (23 серпня 2016) — за мужність, героїзм і високий професіоналізм, виявлені у захисті державного суверенітету та територіальної цілісності Української держави, вірність військовій присязі.[13] Нагороду Чибінєєву вручив президент Порошенко під час параду на Хрещатику з нагоди 25-ї річниці незалежності України 24 серпня 2016 року.
- Почесний громадянин Запоріжжя (23 серпня 2016).

## Вшанування пам'яті
- У лютому 2024 року в місті Києві вулицю Чернігівську перейменували на вулицю Братів Чибінєєвих.[14]
- 2024 року ГУ розвідки презентувало фільм про Чибінєєва у межах проекту ГУР МО «Видатні розвідники».[15]